# Triumph Daytona 675 R
Triumph Daytona 675 R – brytyjski motocykl sportowy produkowany przez firmę Triumph od 2011 roku.

## Dane techniczne/Osiągi
Silnik: R3
Pojemność silnika: 675 cm³
Moc maksymalna: 124 KM/12600 obr./min
Maksymalny moment obrotowy: 72 Nm/11700 obr./min
Prędkość maksymalna: 263 km/h
Przyspieszenie 0-100 km/h: 3,4 s